# Arroz Amargo
Arroz Amargo (em italiano:  Riso amaro) é um filme de drama italiano de 1949, dirigido por Giuseppe De Santis.
Foi o primeiro sucesso de bilheteria do gênero neorrealismo na Itália, sendo também bem recebido pelas plateias internacionais principalmente da França, e causou polêmica em Portugal. O elenco ficaria conhecido mundialmente e o principal destaque feminino, Silvana Mangano, mais tarde se casaria com o produtor Dino De Laurentiis.

## Elenco
- Vittorio Gassman como Walter

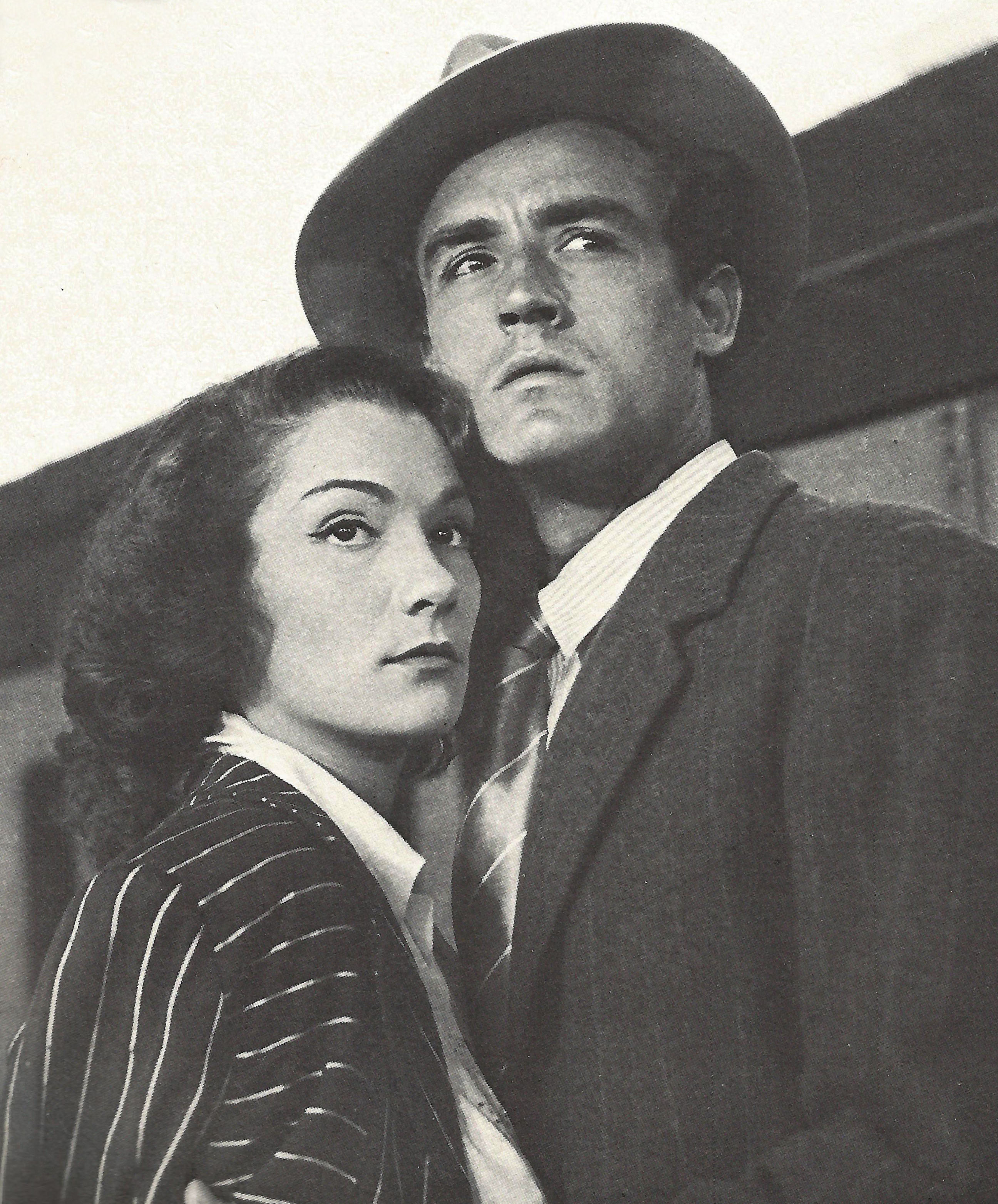
Doris Dowling e Vittorio Gassman

- Doris Dowling como Francesca (dubladora: Andreina Pagnani[carece de fontes?])
- Silvana Mangano como Silvana (dubladora: Lydia Simoneschi[carece de fontes?])
- Raf Vallone como Marco
- Checco Rissone como Aristide
- Nico Pepe como Beppe
- Adriana Sivieri como Celeste
- Lia Corelli como Amelia
- Maria Grazia Francia como Gabriella
- Dedi Ristori como Anna
- Anna Maestri como Irene
- Mariemma Bardi como Gianna
- Maria Capuzzo como Giulia
- Isabella Zennaro como Rosa
- Carlo Mazzarella como Gianetto

## Sinopse

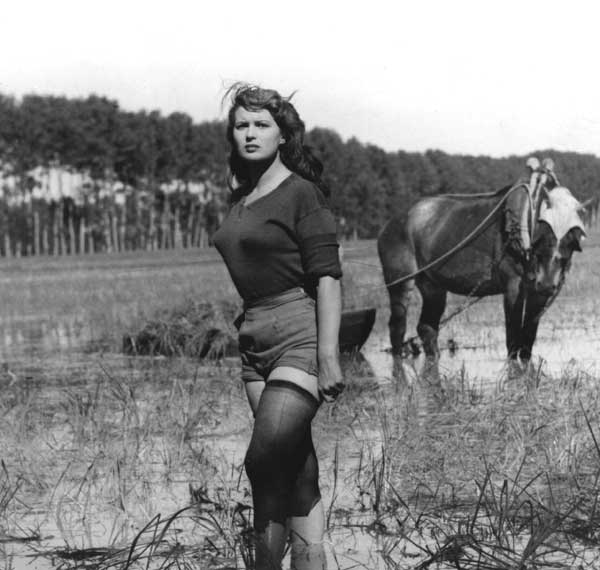
Silvana Mangano em outra cena do filme, usando shorts e meias pretas, imagem que ficaria famosa entre os fãs italianos

Em maio de 1948, ainda com o país arruinado pela Segunda Guerra  Mundial, a estação ferroviária de Turim recebe um grande afluxo de pessoas, na maioria mulheres. São as lavradoras sazonais de arroz (Mondina), que durante quarenta dias vão trabalhar na colheita do cereal em condições insalubres, tendo que ficar curvadas e com a água até os joelhos. As mulheres serão conduzidas de trem até a região de Vercelli, no nordeste da Itália, no arrozal da planície do Rio Pó. No meio do tumulto, o vigarista Walter tenta fugir da polícia com a ajuda da cúmplice Francesca, com um colar supostamente valioso que acabaram de roubar em um hotel. Ali perto, a provocante e ingênua Silvana, trabalhadora veterana e originária de Ferrara, que sonha em ir para a América do Norte e gosta de dançar boogie-woogie ao som de sua vitrola portátil e mascar goma de mascar, acompanha toda a ação do casal de ladrões. Quando Walter manda Francesca se misturar com as lavradoras e partir no trem levando o colar, imediatamente Silvana se aproxima dela e faz amizade. Quando Francesca diz que não tem contrato, Silvana a leva a uma dupla de agentes que a aceitam contratar como "clandestina" (caporale). Ao chegarem ao local de trabalho, as lavradoras são colocadas em alojamentos anteriormente ocupados por soldados, que estão de saída. Um deles, o sargento Marco, que deseja deixar o exército, conhecia Silvana e tenta convencê-la, ao se reencontrar com ela, a ir embora com ele. Mas a moça só está interessada no colar e em Walter, que apareceu na lavoura para se encontrar com Francesca. Já Francesca se interessa por Marco e tenta avisar Silvana sobre Walter, mas a moça continua com seus sonhos de deixar de ser lavradora.

## Promoção
A feitura dos cartazes do filme, na Itália, foi de Averardo Ciriello e Carlantonio Longi.

## Dublagem
Existe uma versão em inglês cuja voz da protagonista é de Bettina Dickson. Mesmo na versão italiana, Silvana Mangano foi dublada por Lydia Simoneschi (que repetiu esse trabalho em Il lupo della Sila e em outro filme subsequente), apesar de que na cena do canto Mangano se apresenta com a própria voz.[carece de fontes?]

## Homenagens e indicações a prêmios
- Riso amaro participou do Festival de Cinema de Cannes de 1949.[7] O filme foi indicado ao Oscar de Melhor História Original, em 1951.

- Também foi selecionado como um dos 100 filmes italianos a serem preservados, uma coleção de filmes que "mudou a memória coletiva entre 1942 e 1978".[8] A coleção foi elaborada pelo Festival de Cinema de Veneza em colaboração com Cinecittà e o curador Fabio Ferzetti, com ajuda de Gianni Amelio e outros críticos de cinema italianos. Muitos dos filmes selecionados representam a "Idade de Ouro" do cinema italiano, com destaque para o movimento neorrealista.[9]